# Jan Vojáček (lékař)
Jan František Vojáček (* 27. dubna 1947 Praha) je český lékař – kardiolog. Zabývá se akutní a intervenční kardiologií. Je čestným členem České kardiologické společnosti, emeritním členem Americké kardiologické společnosti a emeritním členem Evropské kardiologické společnosti. V letech 2004–2013 byl přednostou 1. Interní kardioangiologické kliniky LF UK a FN Hradec Králové.

## Život
Absolvent Fakulty všeobecného lékařství Karlovy University, Praha, 1971. 
- 1991 habilitace, II. interní klinika 1. lékařské fakulty Univerzity Karlovy v Praze,
- 1996 Fellow of the European Society of Cardiology (F.E.S.C.),
- 1999  jmenován profesorem pro obor vnitřní nemoci
- 2002  Fellow of the American College of Cardiology (FACC).

- Výzkumná činnost zaměřena na neinvazivní a invazivní možnosti diagnostiky a léčby ischemické choroby srdeční, akutní kardiologii a srdeční selhání.

Provádí katetrizace, koronarografie, biopsie myokardu, koronární angioplastiky, koronární rotablace, koronární stenty, FFR, iFR, IVUS, OCT, perkutánní mitrální valvuloplastiky, PTSMA, uzávěry nitrosrdečních zkratů, transfemorální implantace aortální chlopně 
Publikoval přes 400 prací v českých i zahraničních časopisech, 7 monografií: Němá ischemie myokardu, dvě vydání Koronární stenty, Akutní koronární syndromy, Arteriální a žilní trombóza v klinické praxi, čtyři vydání Klinická kardiologie Nucleus 2009 932 s. – nominace na Hlávkovu cenu a cenu rektora UK, 2012 1134 s., Maxdorf  2017, 2019 1192 s., tři vydání Akutní kardiologie do kapsy Mladá Fronta 2011 126 s, 2016, 2019, kapitoly v monografiích, spoluautor skript a vydání učebnice Vnitřního lékařství (část Kardiologie) – odměněno cenou rektora UK a dvou vydání učebnice Kardiologie pro sestry na jednotkách intenzivní péče, spoluautor knihy Intenzivní medicina na principech vnitřního lékařství. Spoluautor Bureš J: Vnitřní lékařství, Galen 2015, 2015 s. – kapitola Kardiologie. 
Šéfredaktor časopisu Intervenční a akutní kardiologie, člen redakční rady Cor et Vasa.
Čestný člen České kardiologické společnosti, Emeritus Fellow of the American College of Cardiology,Emeritus Fellow of the European Society of Cardiology, Founding Member, International Society for Holter Monitoring, 1995 – 2003 po tři funkční období předseda Pracovní skupiny Intervenční kardiologie České kardiologické společnosti, člen Working Group Interventional Cardiology, European Society of Cardiology, zakládající člen výboru 2005-2009 – předseda výboru Pracovní skupiny Akutní kardiologie ČKS, člen European Association of Percutaneous Cardiovascular Interventions, European Society of Cardiology 2008 – 2013  člen Accreditation Committee, European Association of Percutaneous Cardiovascular Interventions, European Society of Cardiology, 2009 – 2013 člen Education Committee, European Association of Percutaneous Cardiovascular Interventions, European Society of Cardiology, Předseda OK1 IGA MZ ČR 2009- 2012, místopředseda OK1 IGA MZ ČR 2013- 2016. Nositel zlaté Libenského medaile České kardiologické společnosti 2022.
Priority:
- práce o tkáňovém faktoru  (Vojacek JF, Should We Replace the Terms Intrinsic and Extrinsic Coagulation Pathways With Tissue Factor Pathway?  Clinical and Applied Thrombosis/Hemostasis. 2017 Nov;23(8):922-927. E-print before publication 2016 Oct 18. DOI: 10.1177/1076029616673733.)
- práce o němé ischemii myokardu
- první provádění koronárních rotablací
- implantace stentů u infarktu myokardu
- první katetrizační uzávěry otevřeného foramen ovale a defektů septa síní u dospělých
- měření frakční průtokové koronární rezervy
- zahájení programu katetrizační náhrady aortální chlopně v České republice